# Билянска
Билянска е село в Южна България. То се намира в община Смолян, област Смолян.

## География
Село Билянска се намира в планински район, в близост до границата с Гърция.
Махалата се намира върху високо поле и предлага чудесна панорама към долината, събираща р. Арда (реката се събира от няколко дерета). Един от изворите – туристическа атракция – се намира на 3 километра от Билянска и махалата е изходен пункт към него.

## История
Разговорното име на махалата е „Билянци“ или „Билянце“. Оттук някои изследователи предполагат, че тук живеят потомци на мъж с името Билян.

## Религии
Населението в м. Билянска е 100% ахрене мюсюлмани, но с традиционни български имена.

## Обществени институции
В м. Билянска няма кметски наместник, нито магазин или заведение за обществено хранене. Единственият (към 2008 г.) хотел за селски туризъм къща „Билянска“ и Барбекю „Дядова ряка“ са атрактивните туристически обекти в населеното място.

## Културни и природни забележителности
В селото е застъпен селският туризъм.